# 924 (číslo)
Devět set dvacet čtyři je přirozené číslo. Římskými číslicemi se zapisuje CMXXIV a řeckými číslicemi ϡκδ´. Následuje po čísle devět set dvacet tři a předchází číslu devět set dvacet pět.

## Matematika
924 je:
- Dvanáctiúhelníkové číslo
- Abundantní číslo
- Složené číslo
- Nešťastné číslo
- Součet dvou po sobě jdoucích prvočísel (461 + 463)

## Astronomie
- (924) Toni je planetka hlavního pásu, kterou objevil v roce 1919 Karl Wilhelm Reinmuth
- NGC 924 je čočková galaxie v souhvězdí Berana

## Roky
- 924
- 924 př. n. l.